# Louis-Joseph-Francis-René Hary
Louis-Joseph-Francis-René Hary, francoski general, * 1894, † 1982.